# Lenivka hnědohřbetá
Lenivka hnědohřbetá (Bucco capensis) je leskovcovitý pták, který obývá pralesy Amazonie. Existují dva geografické poddruhy: ve východní části areálu žije Bucco capensis capensis a v západní Bucco capensis dugandi.
Pták je dlouhý 18–19 cm, váží 46–62 gramů. Má zavalité tělo a poměrně velkou hlavu, kterou ještě opticky zvětšují chocholka a límec z načepýřeného peří. Zobák je jasně oranžový, silný a s háčkovitým zakončením horní čelisti. Obě pohlaví jsou zbarvena stejně: svrchní strana těla je rezavě hnědá s tmavšími vlnkami a břicho bílé, kolem krku má lenivka výrazný černý pruh.
Lenivky se zdržují stabilně na poměrně malém teritoriu. Většinu času prosedí na stromech, kde číhají na kořist, kterou tvoří hmyz, ještěrky a žáby; chyceného živočicha usmrtí ranou o větev. Létají pomalu a těžkopádně, což jim vyneslo české jméno i hodnocení, které jim dal Alfred Brehm: „Jsou to líní a zdlouhaví tovaryši.“